# Roxbury Russet
Der Roxbury Russet ist eine sehr alte Sorte des Kulturapfels.
Sie gilt als älteste Apfelsorte der USA, da sie schon 1645 in einem Baumgarten in Roxbury (ein Dorf, das heute Teil von Boston ist) entdeckt wurde. Sie ist eine Renette, mit graugrüner Schale, bekannt für ihre lange Haltbarkeit und geeignet für Cidre.  Heute wird sie nur selten angepflanzt.